# Blue Tango
Blue Tango – instrumentalny utwór skomponowany przez Leroya Andersona w 1951 roku.
Utwór stał się przebojem po tym, jak Mitchell Parish napisał do niego słowa. Singel z tą piosenką stał się bestsellerem w 1952 roku. „Blue Tango” zostało wielokrotnie interpretowane przez innych wykonawców. Własne wersje opublikowali m.in. Guy Lombardo i Alma Cogan.

## Wersja Amandy Lear
W 1977 roku francuska piosenkarka Amanda Lear opublikowała na singlu własną wersję „Blue Tango”, który wydano w Holandii. Do muzyki Leroya Andersona napisała własne słowa.

### Teledysk
W pierwszej części teledysku piosenkarka występuje przebrana za mężczyznę, a w drugiej - za kobietę (prawdopodobnie było to nawiązanie do panujących wówczas plotek na temat transseksualizmu artystki). Amanda Lear nagrała także inny teledysk „Blue Tango” dla niemieckiego programu Musikladen, a w 1982 roku wyprodukowano kolejny wideoklip „Blue Tango” dla włoskiej telewizji.

### Lista ścieżek
Źródło: 
7" singiel
1. „Blue Tango” - 2:40
2. „Pretty Boys” - 2:55